# Société Lise-Meitner
Pour les articles homonymes, voir LMG.
La Société Lise Meitner (Lise-Meitner-Gesellschaft, LMG) pour l'égalité des femmes en sciences et mathématiques à l'intérieur et à l'extérieur de la carrière universitaire est une association allemande fondée par de jeunes femmes scientifiques qui militent pour l'égalité des chances et la visualisation des femmes dans les disciplines STIM. 

## Histoire

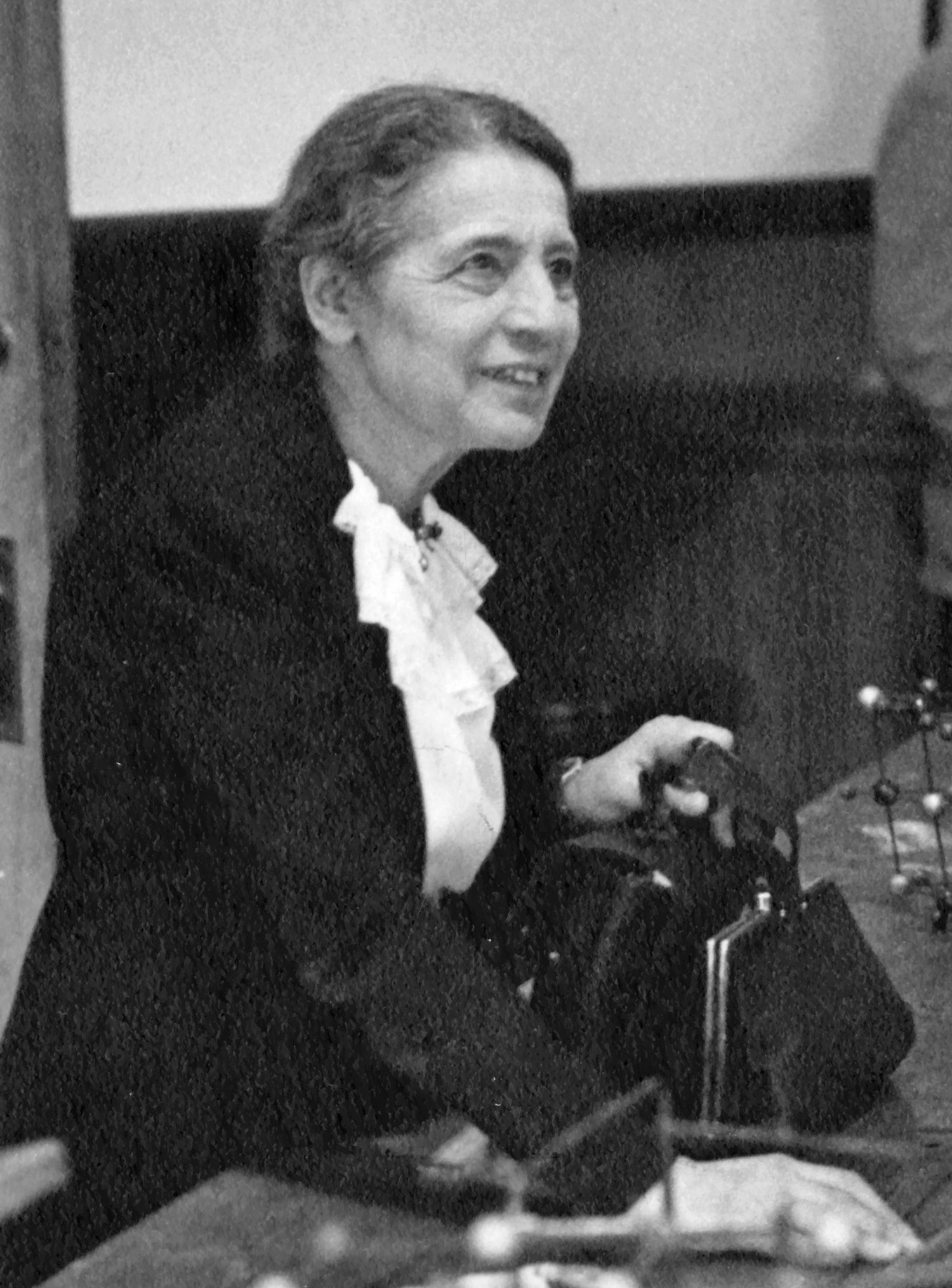
Lise Meitner (1878-1968).

La Société est fondée en 2016 et porte le nom de Lise Meitner (1878-1968) physicienne autrichienne naturalisée suédoise et l'un des cas les plus flagrants de scientifiques injustement ignorés par le comité attribuant le prix Nobel.
La direction est composée de Rebecca Klopsch, Celina Love, Kristina Lovrek, Mara Oßwald, Katrin Reininger, Haibo Ruan, Lina Taube.

## Objectifs et organisation
Le but de la LMG est l'égalité réelle entre les sexes dans l'éducation et le travail dans les disciplines STIM et dans la société en général.  
À cette fin, la LMG favorise le réseautage et l'échange d'expérience entre les femmes de tous les niveaux de carrière dans toutes les disciplines scientifiques et mathématiques et renforce les étudiants ayant une formation et un intérêt scientifiques et mathématiques.  
Une autre préoccupation importante de la LMG est de promouvoir l'application et la mise en œuvre des résultats et des recommandations d'action dans les sciences sociales et en particulier la recherche sur le genre, et de sensibiliser le public à la position des femmes dans les sciences naturelles et les mathématiques. 
La LMG est divisée en groupes thématiques nationaux ainsi qu'en groupes régionaux dans différentes villes. 

## Projets
Le principal projet de la LMG est la conceptualisation, l'organisation et le développement de la conférence I, Scientist (Moi, scientifique). 

### I, Scientist- La Conférence sur le genre, les cheminements de carrière et le réseautage
I, Scientist est une conférence internationale qui se déroule chaque année à Berlin sur l'égalité des sexes et l'égalité des chances ainsi que sur les parcours et les réseaux de carrière, en particulier dans les sciences (naturelles, d'ingénierie), les mathématiques et l'informatique. Elle s'adresse principalement aux étudiantes, doctorantes et diplômées et est soutenu par de nombreuses universités, instituts et organismes de recherche,.   
L'objectif de la conférence est de présenter une grande variété de cheminements de carrière qui sont possibles après avoir terminé ses études ou votre doctorat; sont examinés des problèmes et solutions, par exemple, pour discuter des préjugés inconscients fondés sur le sexe ou de la compatibilité de la famille et des études / travail et en même temps pour rendre les gens inspirants, en particulier les femmes, visibles en tant que modèles. La conférence est ouverte à tous les genres,,.  
| Conférence        | Conférenciers (sélection)                                                                                   | Université organisatrice       | Site internet |
| ----------------- | --- | ------------------------------ | ------------- |
| I, Scientist 2017 | Barbara Albert (de), Elspeth Garman, Melanie Steffens (de), Elvira Scheich (de), Ina Schieferdecker (de)    | Université libre de Berlin     |               |
| I, Scientist 2018 | Ada Yonath, Thisbe Lindhorst (de), Sabine Kunst (de), Elisabeth Kelan, Günter Ziegler, Katharina Landfester | Université Humboldt de Berlin  |               |
| I, Scientist 2019 | Rita Süssmuth, Jess Wade, Angela Ittel, BethAnn McLaughlin, Clara Barker, Shohini Ghose                     | Université technique de Berlin |               |